# Xã Adams, Quận Nemaha, Kansas
Xã Adams (tiếng Anh: Adams Township) là một xã thuộc quận Nemaha, tiểu bang Kansas, Hoa Kỳ. Năm 2010, dân số của xã này là 194 người.